# 빅 보이 (래퍼)

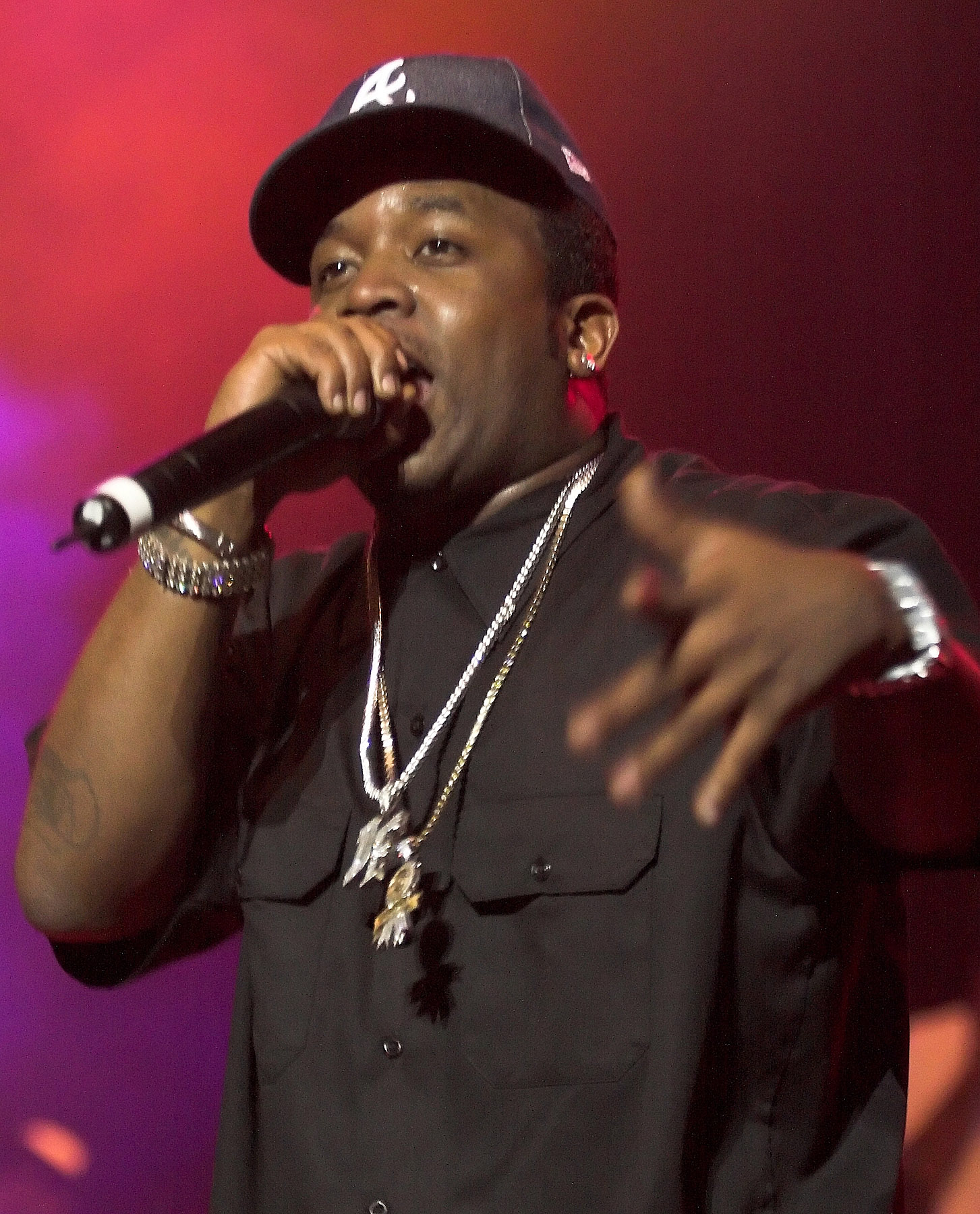
2006년의 빅보이

앤트완 안드레 패튼(영어: Antwan André Patton, 1975년 2월 1일 ~ )은 빅 보이(영어: Big Boi)라는 예명으로 활동 중인 미국의 래퍼, 송라이터, 레코드 프로듀서, 배우이자 얼터너티브 힙합 듀오 아웃캐스트의 멤버이다.

## 아웃캐스트
패튼은 서배너에서 태어나서 그의 최초 어린시절의 반을 보냈으며, 영상 및 행위예술 학교인 트리-씨티스 고등학교에서 음악을 전공하기 위해 그의 숙모 레니와 함께 애틀랜타에 이사하기 전까지 학교에 다녔었다. 그는 힙합에 강한 흥미를 가졌으며 1990년대 초에 트리 씨티스 고등학교를 다니는 동안 안드레 3000을 만났다. 그 둘은 결국 아웃캐스트로서 강력하게 결합했으며 라페이스 레코드와 계약했다.
그의 더 차분하고 철학적인 파트너와는 대조적으로, 패튼의 기록상의 외격은 파티하는 것을 즐겼다. 그는 속사포같은 말투와 앨범 〈ATLiens〉 이후 더 뚜렷해진 스타일로 확인할 수 있다. 패튼은 아프리카계 미국인과 그 세계 둘 다를 괴롭히는 문제들을 비판하는 가사를 쓰곤한다. 한 예는 부시 행정과 대테러전쟁에 관한 비난을 기술한 2003년의 〈War〉이다.

## 출연 작품
- 베이비 드라이버